# Jorge Michel Grau
Pour les articles homonymes, voir Grau et Grau (homonymie).
Jorge Michel Grau, né en 1973 à Mexico (Mexique), est un réalisateur, scénariste et producteur mexicain.
Il a réalisé, entre autres films, Somos lo que hay (2010), un film avec lequel il s'est fait connaître dans le monde cinématographique.

## Filmographie partielle

### Au cinéma
- 2010 : Ne nous jugez pas (Somos lo que hay)
- 2011 : 60 Seconds of Solitude in Year Zero (un segment de 60 secondes)
- 2012 : The ABCs of Death (segment I is for Ingrown)
- 2014 : A Cielo Abierto
- 2016 : 7:19 (es)
- 2019 : Perdida (es), adaptation du film colombien Inside (La cara oculta, 2011) de Andrés Baiz